# Chiến thuật
Xem thêm: Chiến thuật (định hướng)
Chiến thuật là cách thức sử dụng để đạt mục tiêu cụ thể. Từ chiến thuật ban đầu được dùng với nghĩa là chiến thuật quân sự nhưng sau đó được sử dụng rộng rãi trong các lĩnh vực khác. Từ chiến thuật được sử dụng trong các lĩnh vực có áp dụng lý thuyết như kinh tế, thương mại, trò chơi, và các lĩnh vực thực hành khác như đàm phán, thể thao.

## Vị trí
- Chi phối bởi chiến lược: Chiến thuật bị chi phối bởi chiến lược,[1] chiến lược xác định phương pháp tổng thể lớn nhất cho hành động thì dưới mức độ nhỏ hơn sẽ xác định các chiến thuật để đạt từng bước các mục tiêu. Chiến lược thay đổi, chiến thuật có thể sẽ thay đổi theo.
- Chi phối chiến lược: nếu một chiến thuật không hoàn thành nhiệm vụ của nó, sẽ ảnh hưởng sự hoàn thành mục tiêu nhiệm vụ các cấp cao hơn, trước hết là chiến dịch, rồi đến chiến lược.[2]

## Vai trò
- Chiến thuật được sáng tạo và sử dụng xuất phát từ nhu cầu thực tiễn, là cách thức tối ưu được lựa chọn để hoàn thành nhiệm vụ trong thực tiễn.[3] Nghĩa là vai trò giúp hoàn thành mục tiêu một cách trực tiếp.[4]

- Chiến thuật xâu chuỗi theo trình tự hoặc cùng lúc nhiều chiến thuật trong việc đạt các mục tiêu chiến thuật, để dẫn đến việc hoàn thành chiến lược với việc đạt được mục tiêu chiến lược. Trong quân sự, bước chuyển hóa trung gian này là cấp chiến dịch và chuỗi hành động kết nối từ chiến thuật quân sự đến chiến lược quân sự được gọi là nghệ thuật chiến dịch.[5] Nghĩa là vai trò giúp hoàn thành mục tiêu hoặc các mục tiêu lớn một cách gián tiếp.

Không có chiến thuật tối ưu, chiến thuật là phương pháp, cách thức giúp hành động hiệu quả hơn nhưng nỗ lực trong hành động vẫn là trọng tâm, và không có chiến thuật tối ưu để hành động dựa dẫm. Điển hình, với cách học tiếng Anh tốt nhất vẫn phải tập trung đầu tư học, phương pháp chỉ là cách khiến hành động hiệu quả hơn, nó không tích lũy thành tựu.

## Đặc điểm
Chiến thuật là phương pháp, cách thức của hành động để đạt được mục tiêu, nó mang một số đặc điểm:

### Phù hợp loại hình mục tiêu nhất định
Chiến thuật cụ thể phản ánh loại hình hoạt động của nó: quân sự, kinh doanh, chính trị, cờ vua, thể thao,...không có chiến thuật chung nhất, mỗi chiến thuật phù hợp với một loại hình hoạt động mục tiêu khác nhau. Vì vậy, tính sáng tạo của nó được sản sinh trong loại hình đó, và hiệu quả cũng giới hạn trong đó. Để có chiến thuật tốt nhất, nó phải phù hợp loại hình hoạt động cụ thể. Chiến thuật quân sự, chiến thuật kinh doanh, chiến thuật chính trị, chiến thuật cờ vua... là khác biệt nhau, mặc dù việc hiểu và xây dựng một chiến thuật cụ thể cho chúng có thể tham chiếu nội dung lẫn nhau.

### Khả năng điều chỉnh và thay đổi linh hoạt
Chiến thuật sáng tạo và điều chỉnh liên tục khi sử dụng, nếu chiến thuật không hiệu quả phải điều chỉnh để thích nghi, không cần loại bỏ hay thay thế chiến thuật. Nhưng trong các trường hợp khi một chiến thuật thực thi kém hoặc không hiệu quả, và không thể điều chỉnh nâng cao hiệu quả, có thể loại bỏ và thay thế bởi một chiến thuật khác. Đối với cấp chiến lược điều này là khó thực thi hơn, do việc lập và tiến hành một kế hoạch mức chiến lược hướng đến đạt mục tiêu lâu dài nên đường hướng hoạt động tổng thể có tính ổn định hơn.

### Bối cảnh hình thành
Một chiến thuật (và cả chiến lược) đều có yêu cầu sử dụng bởi bối cảnh cụ thể, tốt nhất cần bám sát hoàn cảnh thực tế hơn là tham chiếu các kinh nghiệm quá khứ một cách máy móc.

### Tính bản sắc
Chiến thuật có tính độc đáo của nó, môi trường văn hóa-xã hội hay các điều kiện tự nhiên sản sinh ra chiến thuật.

### Đột phá nhờ công nghệ
Sự thay đổi của các điều kiện tiến bộ công nghệ, tác động đến sự thay đổi chiến thuật và xuất hiện chiến thuật mới. Ví dụ, sự xuất hiện của súng thần công thúc đẩy mạnh mẽ sự thay đổi chiến thuật kỵ binh, loại bỏ dần kỵ binh nặng tập trung vào kỵ binh nhẹ và nhấn mạnh năng lực tác chiến cơ động; sự xuất hiện của máy bay, sử dụng chúng cho quân sự và sự hình thành không quân dần làm phát sinh các chiến thuật quân sự mới.

### Đáp ứng chiến thuật đối phương
Chiến thuật được sáng tạo và sử dụng là để đối phó với chiến thuật của đối thủ, vì vậy sự sáng tạo của nó mang logic nhất định. Trong quá trình thực thi hành động nhằm theo đuổi một mục tiêu, chẳng hạn như trong chiến tranh, việc đánh bại đối thủ sẽ không dễ dàng tức thì xảy ra, với nhiều tình huống chiến đấu đa dạng sẽ dẫn đến việc cần thiết thực thi đa dạng các chiến thuật khác nhau, đưa chúng vào chiến đấu.

### Môi trường hiệu quả khác biệt
Với cùng một chiến thuật, như một chiến thuật quân sự chẳng hạn, nó có thể tỏ ra hiệu quả ở một chiến trường nhất định, nhưng khi đưa sang chiến trường khác thì không. Đối với lĩnh vực kinh doanh cũng có sự tương tự, một chiến thuật kinh doanh có thể hiệu quả khi triển khai ở thị trường này nhưng thị trường khác thì lại không thành công.

### Tình thế chiến thuật
Chiến thuật được thực hiện trong thực tiễn thể hiện tính chủ động hay bị động qua các tình thế: tấn công, phòng thủ, phản công, rút lui, án binh.

## Chiến thuật như chiến lược
Trong một số trường hợp, chiến thuật và chiến lược hoán đổi cho nhau. Một chiến thuật sử dụng lặp đi lặp lại và hầu như duy nhất trong một không gian lớn và kéo dài trong một thời gian dài, có thể gọi đó là chiến lược. Trường hợp có thể xem xét là loại hình Tấn công "vạn tuế" của Quân đội Đế quốc Nhật Bản.

## Xây dựng chiến thuật cơ bản
- Xác định mục tiêu chiến thuật
- Đánh giá tình hình tổng quan, hiểu chu kỳ vận động của sự việc, đoán định thời điểm thuận lợi, chớp thời cơ
- Đánh giá tình hình cụ thể tổ chức và đội ngũ
- Tính toán địa điểm, xem xét rõ môi trường thực thi, như đi khảo sát
- Tính toán thời gian, bắt đầu hoạt động, phân bố hoạt động theo quỹ thời gian được chia, thời điểm kết thúc
- Tính toán nguồn lực, phân bổ nguồn lực phù hợp
- Tổ chức và phân bổ hoạt động cho đội ngũ thực thi
- Đội hình chiến thuật phù hợp
- Xem xét phương tiện, trang bị
- Cách thức thực thi nhiệm vụ. Hướng hoạt động, điểm đến, và tính năng cơ động, phản xạ linh hoạt. Hoạt động theo trình tự, chỉ dẫn, phối hợp, hỗ trợ nhau
- Hiệu lệnh, chỉ huy và phản xạ

### Chiến thuật chung và chiến thuật bộ phận chức năng
Trong quá trình thực hiện hoạt động của chiến thuật, chiến thuật chung là cách thức hoạt động cho toàn bộ đội ngũ thực hiện, và trong từng đội ngũ chuyên môn sẽ có chiến thuật riêng biệt, phù hợp chức năng và phương tiện của họ. Một ví dụ, về quân sự, đánh gọng kìm là chiến thuật tấn công theo đội hình và hướng đánh, sẽ được thực thi bởi toàn quân tấn công, đó là chiến thuật chung; nhưng hoạt động tấn công không đơn lẻ một binh chủng nào, mà có sự phối hợp nhiều binh chủng, như pháo binh với chiến thuật chức năng là pháo kích yểm trợ cho bộ binh thực hiện chiến thuật chức năng tấn công xung phong. Hoặc một ví dụ, bắn nhiễu, bắn chéo,.v.v...là các chiến thuật chiến đấu nhưng là chiến thuật sử dụng phổ biến không thuộc riêng một binh chủng nào. Như thế, có thể hiểu chiến thuật chung là cách thức chiến đấu trên chiến trường chung nhất mà mọi đơn vị đều tham gia và phối hợp, bên cạnh các chiến thuật đơn nhất của từng đơn vị quân đội chức năng theo chuyên môn và trang bị, phương tiện của riêng họ.

### Phối hợp nhiều chiến thuật
Do yêu cầu cụ thể nào đó của hoạt động, có thể phối hợp cùng lúc hoặc thực thi theo trình tự nhiều chiến thuật khác nhau. Một ví dụ điển hình là các trận chiến trên sông Bạch Đằng trong lịch sử Việt Nam, ban đầu quân Việt sẽ tấn công thủy chiến, thu hút thủy quân đối phương rồi sử dụng chiến thuật giả vờ rút lui để dẫn dụ họ theo đuổi nhằm đánh một trận đánh với chiến thuật phục kích, khi quân đội đối phương rơi vào bẫy định sẵn của trận địa cọc sắt, thuyền chiến của họ bị đâm thủng, chiến thuật dùng cọc gỗ với đầu bọc sắt là chiến thuật thủy chiến đặc trưng, độc đáo trong lịch sử quân sự Việt Nam.

### Sách
- ALI Caleb Chikammadu (2019). Enotenplato The Chronicle of Military Doctrine. Lulu.com. ISBN 978-0-359-80699-7
- Bùi Văn Vượng (2005). Văn hóa Việt Nam tìm hiểu và suy ngẫm. NXB Văn hóa thông tin.
- Bộ quốc phòng, Đảng cộng sản Việt Nam. Thành ủy TP Hồ Chí Minh (2011). Đại thắng mùa xuân, 1975: sức mạnh đại đoàn kết toàn dân tộc thời đại Hồ Chí Minh. NXB Quân đội nhân dân.
- Đại tướng Võ Nguyên Giáp với cuộc kháng chiến chống Mỹ, cứu nước. NXB Quân đội nhân dân. 2005.
- Đặng Xuân Kỳ (1997). Phương pháp và phong cách Hồ Chí Minh. NXB Chính trị quốc gia.
- E. P. Glazunov, Đào Tấn Anh, Nguyễn Đăng Nguyên (2008). Chiến tranh Việt Nam là thế đó: 1965-1973. NXB Chính trị quốc gia.{{Chú thích sách}}:  Quản lý CS1: nhiều tên: danh sách tác giả (liên kết)
- Hoàng Văn Thái (2007). Tổng tập. NXB Quân đội nhân dân.
- Lê Quang Thưởng (2004). Sách tra cứu các mục từ về tổ chức. NXB Chính trị quốc gia.
- Lê Xuân Vũ, Lê Hồng Lý (2005). Lễ hội Việt Nam. NXB Văn hóa - Thông tin.
- Mary Albright, Clay Carr (2012). Cạm bẫy trong quản lý. First News.
- Nguyễn Hữu Hiệu (2004). Đồng Tháp Mười 300 năm. NXB Trẻ.
- Phạm Huy Dương (2005). Thời khắc lịch sử chiến dịch Hồ Chí Minh 1975. NXB Quân đội nhân dân.
- Thế Uyên (1968). Chiến-tranh cách-mạng: tiểu luận tài liệu. Thái Độ.
- Văn Tiến Dũng (1978). Chiến tranh nhân dân, quốc phòng toàn dân, Phần 1. NXB Quân đội nhân dân.
- Viện lịch sử quân sự Việt Nam (1995). Lịch sử nghệ thuật chiến dịch Việt Nam trong 30 năm chiến tranh chống Pháp, chống Mỹ, 1945-1975, Tập 1. NXB Quân đội nhân dân.
- Viện lịch sử quân sự Việt Nam (2003). 20 trận đánh trong lịch sử dân tộc: thế kỷ X-XIII. NXB Quân đội nhân dân.
- Việt Nam, 40 Năm Sau. Radio Free Asia. 2016.
- Vũ Như Khôi (2005). Chiến dịch Hồ Chí Minh Xuân 1975: sự hội tụ chín muồi chiến lược quân sự cách mạng. Nhà xuất bản Chính trị quốc gia.

### Tạp chí
- "Nghiên cứu giáo dục". Bộ Giáo dục. 1997. {{Chú thích tạp chí}}: Chú thích magazine cần |magazine= (trợ giúp)
- "Tạp chí lưu trữ Việt Nam". Cục lưu trữ Nhà nước. 2001. {{Chú thích tạp chí}}: Chú thích magazine cần |magazine= (trợ giúp)
- "Tập chí quân đội nhân dân, Số phát hành 297-302". Tổng cục chính trị. 1981. {{Chú thích tạp chí}}: Chú thích magazine cần |magazine= (trợ giúp)